# Claudia Lars

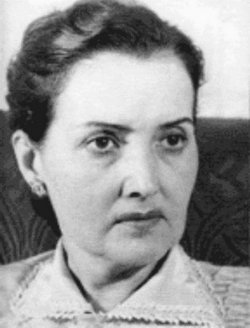

Claudia Lars, sinh ra ở Armenia, El Salvador vào ngày 20 tháng 12 năm 1899 với tên Margarita del Carmen Brannon Vega, là một nhà thơ người Salvador. Bà qua đời tại San Salvador năm 1974. Bà là con gái của Peter Patrick Brannon và Carmen Vega Zelayandía.

## Tuổi thơ
Cha mẹ bà là Peter Patrick Brannon (Ailen) và Carmen Brannon Vega Zelayandía (Salvadoran). Trong những năm đầu đời, bà là bạn của Consuelo Suncín, vợ tương lai của Antoine de Saint-Exupéry. Bà bắt đầu giáo dục tại nhà, và sau đó học tại Colegio La Asunción de Santa Ana khi còn là một thiếu niên.
Tướng Juan José Cañas, người có một tập thơ do bà ấy viết, đã xuất bản cuốn sách, mà không có sự cho phép của Claudia, dưới tựa đề "Triste Mirajes".
Năm 1919, Claudia bắt đầu mối quan hệ với nhà thơ Nicaragua Salomón de la Selva, nhưng cha mẹ bà đã chấm dứt mối quan hệ này, bằng cách gửi Claudia đến Hoa Kỳ. Tại Hoa Kỳ, Claudia đã gặp người chồng đầu tiên của mình: Leroy F. Beers Kuehn. Claudia làm giáo viên tiếng Tây Ban Nha tại trường Berlitz nổi tiếng ở Brooklyn.

## Du lịch và ấn phẩm
Claudia trở lại El Salvador cùng chồng vào năm 1927, sau khi Leroy được bổ nhiệm làm lãnh sự Hoa Kỳ, cùng năm đó, bà sinh con trai duy nhất Roy Beers Brannon.
Claudia trở thành bạn với các nhà thơ và nhà văn khác ở El Salvador, trong số đó có Salarrué, Alberto Guerra Trigueros, Serafin Quiteño và Alberto Masferrer. Năm 1933, bà bắt đầu sử dụng bút danh Claudia Lars. Năm 1934, cuốn sách đầu tiên của bà đã được xuất bản: "Stars in the Well"
Vào đầu thập kỷ tiếp theo, Claudia Lars đã giành được vị trí thứ hai trong Thế vận hội hoa năm 1941 ở Guatemala nhờ tác phẩm "Sonnets of Michael". Sau đó đến "Nhà kính" (Santiago de Chile, 1942); "Romances of North and South (1946)," City under my Voice "* (1947), là người chiến thắng trong các sự kiện kỷ niệm một trăm năm của danh hiệu Thành phố San Salvador.
Claudia được bổ nhiệm làm tùy viên văn hóa của Đại sứ quán El Salvador ở Guatemala. Bà đến Guatemala năm 1948, nơi bà gặp người chồng thứ hai Carlos Samayoa Chinchilla, người đã ly dị vào năm 1967. Tuy nhiên, trước khi kết hôn, bà chịu đựng một cuộc sống bận rộn, nơi bà làm việc đóng gói đào ở Hoa Kỳ, dịch truyện cho Walt Disney và người Salvador làm việc cùng nhau để báo chống phát xít.

## Những năm cuối sự nghiệp

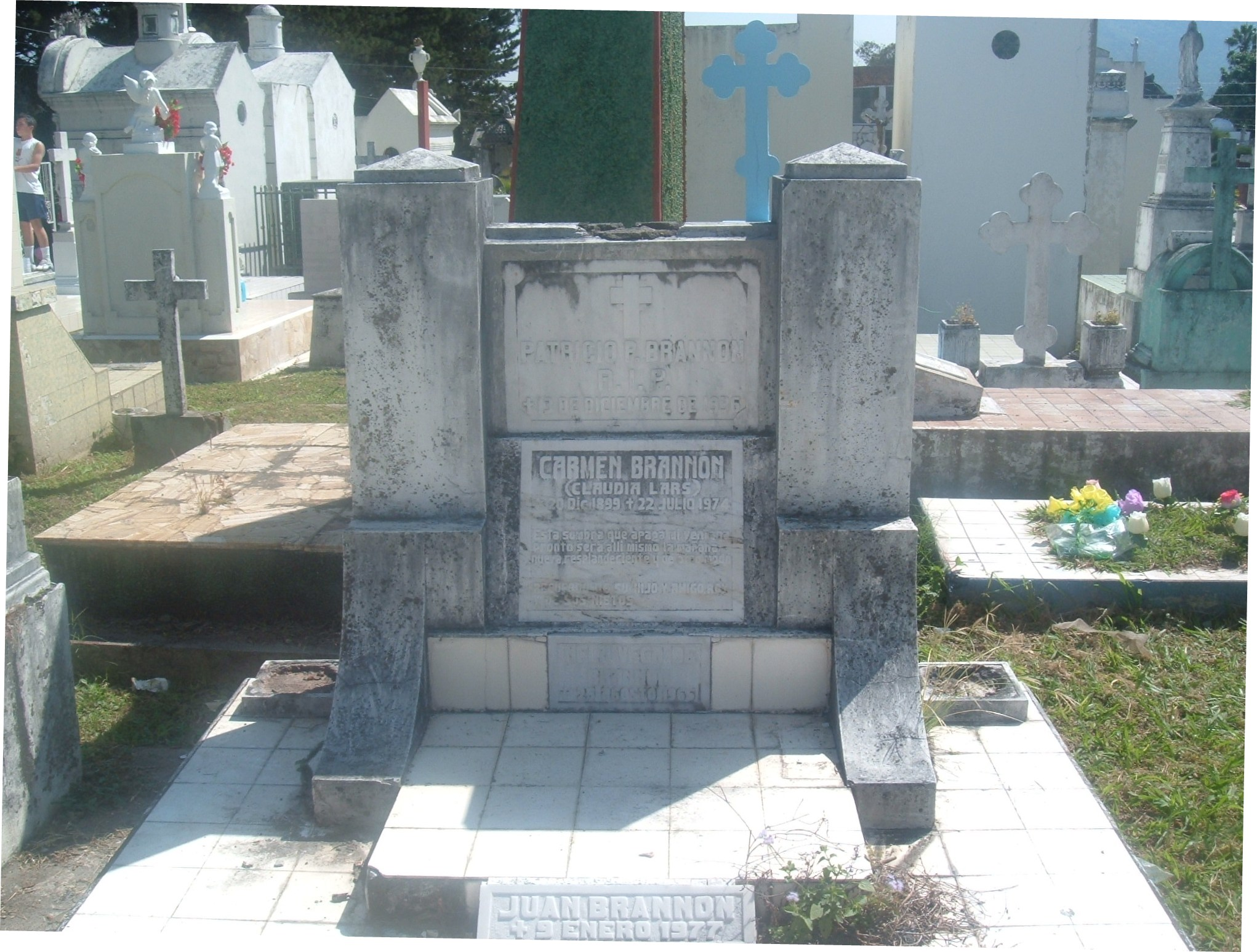
Lăng mộ của Claudia tại Nghĩa trang Ilustres

Trở lại Canada, bà làm việc tại ban biên tập của Bộ Văn hóa (nay là Tổng cục Xuất bản và In ấn) nơi bà lãnh đạo tạp chí Văn hóa. Một số cuốn sách của bà trong giai đoạn này bao gồm: "Nơi những bước chân đến" (1953), "Trường học của các loài chim" (1955), "Câu chuyện về một sự thật" (1959) và "Vùng đất của tuổi thơ".
Bà đã viết những cuốn sách khác trong số đó: "Về thiên thần & người đàn ông", đã giành giải nhì trong một cuộc thi quốc gia năm 1962.
"Of a Fine Dawn" đã chia sẻ giải nhất tại Floral Games ở Quetzaltenango năm 1965. Ngoài ra, một bộ sưu tập các tác phẩm của bà được nhà thơ Matilde Elena Lopez sản xuất cho "Thơ hoàn chỉnh" của Claudias. Trước khi chết, Claudia đã nhận được Bằng danh dự từ Đại học Centroamericana Jose Simeon Cañas; bên cạnh đó, bà được trao tặng Huân chương của Jose Matías Delgado.
David Escobar Galindo đã chọn những bài thơ hay nhất của mình, do Cục Xuất bản biên tập năm 1976. Năm 1999, để kỷ niệm một trăm năm ngày sinh của bà, Hội đồng Văn hóa và Nghệ thuật Quốc gia đã xuất bản hai tập "Thơ hoàn chỉnh" của bà, được biên soạn bởi Carmen González Huguet.
Claudia đã sản xuất 19 tập thơ và một cuốn hồi ký.

## Tác phẩm được chọn
- Estrellas en el Pozo, (1934).
- Hủy bỏ Redonda (1934)
- Romances de Norte y Sur, (1946).
- Donde Llegan los pasos, (1953).
- Fábula de una Verdad, (1959).
- Tierra de Infancia, (1959) tr. như vùng đất tuổi thơ ISBN 0-595-27353-X
- Presencia en el Tiempo, (1960).
- Girasol, (1961).
- Sobre el Angel y el Hombre, (1962).
- Del fino Amanecer, (1964).
- Nuestro Pulsante Mundo (apuntes sobre una nueva edad), (1969).
- Poesía Última, (1972).